# Kha b-Nisan
Kha b-Nisan-Ha b`Nisin, (ܚܕ ܒܢܝܣܢ), även kallat Ha b-Nison; ܚܕ ܒܢܝܣܢ "Första april", Resha d Sheta; ܪܫܐ ܕܫܢܬܐ "årets höjdpunkt" på assyriska, även känt som Akitu, eller assyriskt nyår är vårfesten som firas av assyrier den 1 april.  
I festligheterna ingår parader och fester. Vissa assyrier bär traditionell nationaldräkt och dansar i parker under flera timmar. I Europa, USA och Kanada finns det ofta fester med mat, musik och dans.